# Isla Vas-t'y-Frotte
Isla Vas-t'y-Frotte (en francés: Île Vas-t'y-Frotte) es una pequeña isla fluvial situada en el río Mosa, en Bélgica, cerca de las localidades de Jambes y La Plante (en Namur). Tiene 700 metros de longitud, y comprende unas tres hectáreas. La isla está protegida y reservada. Las plantaciones de árboles como el aliso, ahora prosperan con otras diversas especies.

## Enlaces externos

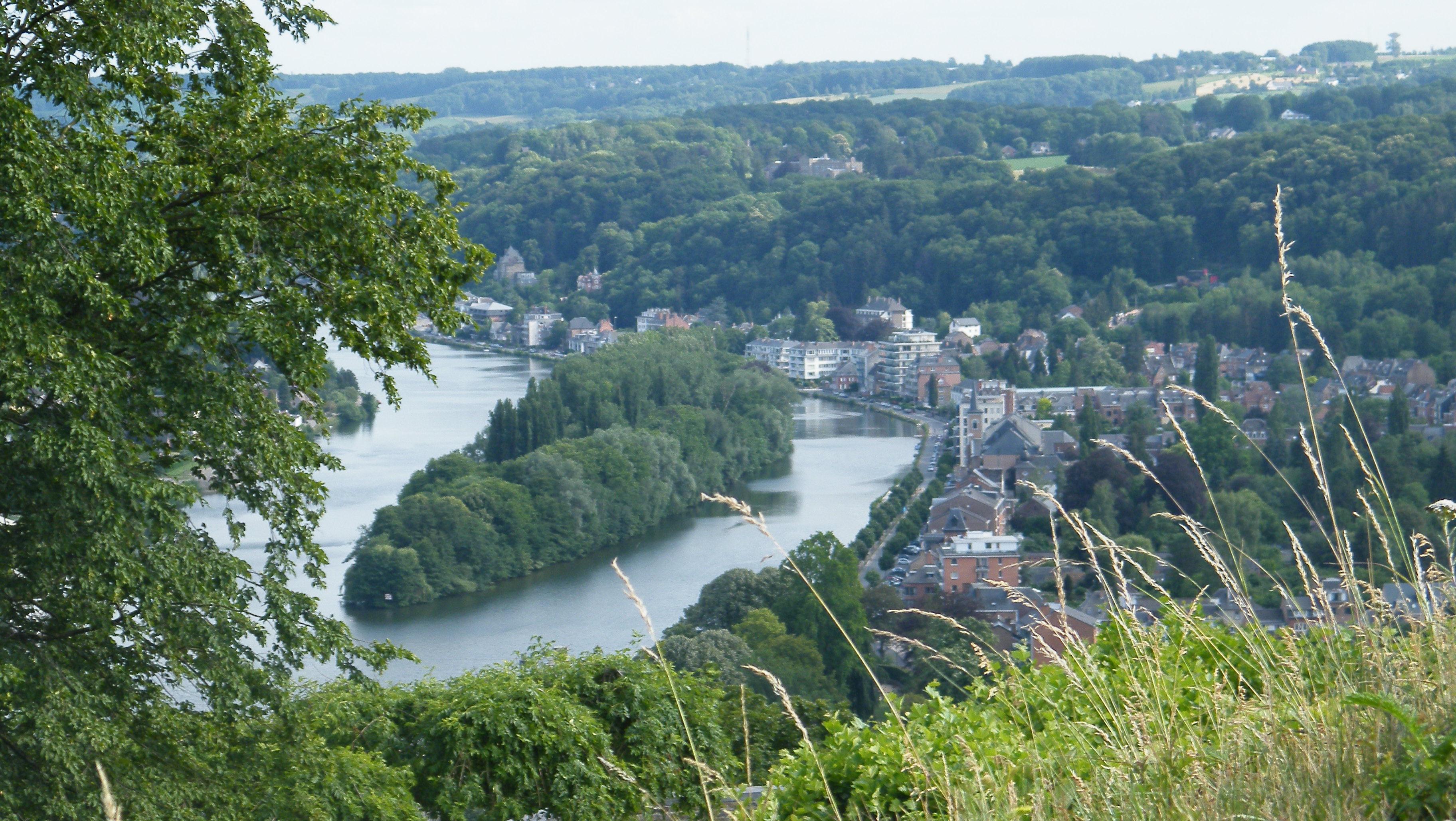
la isla Vas-t'y-Frotte vista desde la ciudadela de Namur